# TV Time
TV TIME (antigamente TVShow Time) é um serviço online centrado em séries de televisão e filmes, informando onde estes se encontram disponíveis nos serviços de streaming. Ele permite aos usuários obter informações e comentar sobre os episódios e filmes cadastrados, apresentando vários segmentos de informações relacionados a eles, como novas datas de lançamento de episódios e várias opções baseadas na reação do usuário, além de permitir-lhes o controle dos episódios das séries que assiste.
Apesar da origem francesa do site e de um grande número de usuários do mesmo país, tem um número considerável de usuários que comentam em inglês.
Seu aplicativo para dispositivos móveis está disponível para Android e iOS, e foi baixado mais de 1.000.000 de vezes no Play Store em abril de 2016.

## Financiamento
TVShow Time foi cofinanciado em 2011 em Paris por Antonio Pinto.

## Características

### Perfil
Todo usuário registrado no TV TIME tem um perfil. Este perfil exibe três guias: feed, amigos e estatísticas. Existem várias opções de personalização que podem ser acessadas através do aplicativo do site.
- TV show list: nesta guia, é mostrado um pôster correspondente a cada programa que o usuário segue. Estes podem ser ordenados nas seguintes categorias: voltando, atualizado e finalizadas. Na parte inferior do pôster, há uma barra de progresso verde que ilustra a evolução do usuário perante o programa. Se o usuário não marcou como assistido qualquer episódio de um determinado programa, seu pôster não tem barra.

- Feed: Todo comentário feito por um usuário é agrupado em uma lista na sua página de perfil. O acesso a esses comentários por outros usuários depende de ter marcado esses episódios como assistidos ou não. Se eles tiverem assistifo, eles podem ver o comentário, mas, se não tiverem, eles veem uma mensagem de aviso. Isso evita que os usuários leiam spoilers indesejados. No entanto, se o usuário quiser ver um comentário de um episódio que eles não viram, eles podem fazê-lo simplesmente clicando em um botão.

- Seguindo e seguidores: estas guias exibem todos os outros usuários com os quais um usuário se conectou na rede. Todo usuário pode seguir e ser seguido por outros. O site permite a sincronização do Twitter e do Facebook para encontrar usuários.[5]

- Estatísticas e emblemas: o perfil do usuário possui certas estatísticas, como um relógio de quanto tempo o usuário passou assistindo os programas. Este relógio mostra uma quantidade estimada de tempo com base nos episódios que o usuário marcou conforme observado e a duração deles.Outra característica do perfil é a exibição de emblemas. Os emblemas são recompensas que cada usuário recebe ao usar o TV TIME. Eles são divididos em duas categorias principais: emblemas de descoberta e emblemas de avaliaçã9. Os emblemas de descoberta são fornecidos quando o usuário faz uso dos recursos do site pela primeira vez. Os emblemas de avaliação, por outro lado, são dados ao usuário quando ele interage com programas de TV. Esses emblemas são:

| - | Serial Emotioner                | Serial Actor Voter      | Serial Commentator                                                                | Quick Watcher                                                                  | Marathoner                                               | Visionary                                                                                      | Serial Watcher                              |
| --- | ------------------------------- | ----------------------- | --------------------------------------------------------------------------------- | ------------------------------------------------------------------------------ | -------------------------------------------------------- | ---------------------------------------------------------------------------------------------- | ------------------------------------------- |
| Sem Estrelas / Marrom | Sentiu 3 emoções em um programa | Votou em 3 personagens  | Comentou 3 episódios de um programa, com menos de 1 hora assistindo cada episódio | Assistiu 3 episódios de um programa após a estreia original do episódio        | Assistiu 3 episódios de um programa em menos de 24 horas | ***                                                                                            | Assistiu programas por 5 dias consecutivos  |
| 1 Estrela / Azul | Sentiu 5 emoções                | Votou em 5 personagens  | Comentou em 5 episódios, com menos de 1 hora assistindo cada um deles             | Assistiu 5 episódios em menos de 48 horas após a estreia original do episódio  | Assistiu 5 episódios em menos de 24 horas                | Foi um dos primeiros 1000 seguidores de um show que se tornou popular (+ de 10,000 seguidores) | Assistiu programas por 10 dias consecutivos |
| 2 Estrelas / Vermelho | Sentiu 10 emoções               | Votou em 10 personagens | Comentou em 10 episódios, com menos de 1 hora assistindo cada um deles            | Assistiu 10 episódios em menos de 48 horas após a estreia original do episódio | Assistiu 10 episódios em menos de 48 horas               | Foi dos primeiros 500 seguidores de um show que se tornou popular (+ de 10,000 seguidores)     | Assistiu programas por 15 dias consecutivos |
| 3 Estrelas / Ouro | Sentiu 15 emoções               | Votou em 15 personagens | Comentou em 30 episódios, com menos de 1 hora assistindo cada um deles            | Assistiu 15 episódios em menos de 48 horas após a estreia original do episódio | Assistiu 20 episódios em menos de 72 horas               | Foi dos primeiros 100 seguidores de um show que se tornou popular (+ de 10,000 seguidores)     | Assistiu programas por 30 dias consecutivos |
| Todas as informações nesta tabela foram coletadas manualmente por vários usuários. *** Nota: não é possível localizar um usuário com este distintivo. É provável que seja um dos primeiros 2,500 ou 5,000 seguidores. |                                 |                         |                                                                                   |                                                                                |                                                          |                                                                                                |                                             |

### Página de informações do programa
As páginas de exibição de TV exibem informações gerais sobre um program. Eles apresentam um grande cabeçalho com pôsteres da TheTVDB. Sobre este cabeçalho, a página exibe o nome do programa e sua valoração, com base em reações dos usuários, e links para as páginas do Twitter e Facebook do programa. Abaixo, está um breve resumo do enredo do programa. Seguindo as informações gerais, há uma caixa de comentários em que os usuários podem publicar suas impressões e opiniões sobre o programa. No entanto, o site restringe comentários com spoilers nesta página, pois esses comentários devem ser feitos em páginas de episódios.
Nesta página, há também um ranking dos comentadores cujos comentários foram mais apreciados e uma exibição de outros programas que, de acordo com a comunidade, são similares.

### Página de episódio
Para cada episódio de cada série no banco de dados do site, há uma página de episódio na qual os usuários podem reagir a ele. Semelhante à página do programa de TV, essas páginas apresentam o nome do episódio e um breve resumo. Esta página também permite aos usuários votar em seu personagem favorito e escolher entre seis "emoções" de acordo com sua reação ao episódio:
- Uau
- Bom
- Haha
- Triste
- Meh
- Ruim

Além disso, nesta mesma página, os usuários podem votar em seu personagem favorito e criar memes a partir de capturas de tela do episódio que o site fornece, ou suas próprias imagens, que também podem ser GIFs.

## Estatísticas

### Filmes mais populares
Até fevereiro de 2021, os filmes mais adicionados no TV TIME são:
| Posição | Título                                         | Seguidores | Gênero   | Data de Lançamento | Elenco                                                             | Ref. |
| ------- | ---------------------------------------------- | ---------- | -------- | ------------------ | ------------------------------------------------------------------ | ---- |
| 1 (=)   | Titanic                                        | 3.2M       | Drama    | 18 de nov de 1997  | Leonardo DiCaprio, Kate Winslet, Kathy Bates, entre outros.        |      |
| 2 (=)   | Harry Potter e a Câmara Secreta                | 3.1M       | Aventura | 13 de nov de 2002  | Daniel Radcliffe, Emma Watson, Rupert Grint, entre outros.         |      |
| 3 (=)   | Harry Potter e o Prisioneiro de Azkaban        | 2.9M       | Aventura | 04 de jun de 2004  | Daniel Radcliffe, Emma Watson, Rupert Grint, entre outros.         |      |
| 4 (+1)  | Frozen                                         | 2.6M       | Aventura | 22 de nov de 2013  | Idina Menzel, Kristen Bell, Josh Gad, entre outros.                |      |
| 5 (-1)  | Vingadores: Ultimato                           | 2.5M       | Ação     | 25 de abr de 2019  | Robert Downey Jr., Chris Evans, Scarlett Johansson, entre outros.  |      |
| 6 (=)   | Deadpool                                       | 2.5M       | Ação     | 09 de fev de 2016  | Ryan Reynolds, Morena Baccarin, T. J. Miller, entre outros.        |      |
| 7 (=)   | O Rei Leão (2019)                              | 2.3M       | Aventura | 18 de jul de 2019  | Donald Glover, James Earl Jones, Beyoncé Knowles, entre outros.    |      |
| 8 (+4)  | Coringa (2019)                                 | 2.2M       | Ação     | 03 de out de 2019  | Joaquin Phoenix, Zazie Beetz, Brett Cullen, entre outros.          |      |
| 9 (-1)  | Pantera Negra                                  | 2.0M       | Ação     | 16 de fev de 2018  | Chadwick Boseman, Michael B. Jordan, Letitia Wright, entre outros. |      |
| 10 (-1) | Capitã Marvel                                  | 1.6M       | Ação     | 07 de mar de 2019  | Brie Larson, Samuel L. Jackson, Clark Gregg, entre outros.         |      |
| 11 (-1) | Homem Aranha: Longe de Casa                    | 1,6M       | Ação     | 04 de jul de 2019  | Tom Holland, Zendaya, Jake Gyllenhaal, entre outros.               |      |
| 12 (-1) | Homem Aranha: de Volta ao Lar                  | 1.5M       | Ação     | 07 de jul de 2017  | Tom Holland, Robert Downey Jr., Michael Keaton, entre outros.      |      |
| 13 (+1) | Harry Potter e a Pedra Filosofal               | 1.4M       | Aventura | 06 de dez de 2001  | Daniel Radcliffe, Emma Watson, Rupert Grint, entre outros.         |      |
| 14 (*)  | Harry Potter e as Relíquias da Morte - Parte 2 | 1.4M       | Aventura | 15 de jul de 2011  | Daniel Radcliffe, Alan Rickman, Emma Watson, entre outros.         |      |
| 15 (-3) | Aladdin                                        | 1.2M       | Aventura | 23 de mai de 2019  | Will Smith, Naomi Scott, Mena Massoud, entre outros.               |      |
| 16 (*)  | Harry Potter e o Cálice de Fogo                | 1.2M       | Ação     | 01 de dez de 2005  | Daniel Radcliffe, Emma Watson, Robert Pattinson, entre outros.     |      |
| 17 (*)  | Harry Potter e a Ordem da Fênix                | 1.1M       | Ação     | 15 de jul de 2009  | Daniel Radcliffe, Gary Oldman, Emma Watson, entre outros.          |      |
| 18 (*)  | Harry Potter e o Enigma do Príncipe            | 1.1M       | Ação     | 06 de dez de 2001  | Daniel Radcliffe, Emma Watson, Rupert Grint, entre outros.         |      |
| 19 (*)  | Avatar                                         | 1.0M       | Ação     | 18 de dez de 2009  | Sam Worthington, Zoe Saldana, Sigourney Weaver, entre outros.      |      |
| 20 (-7) | Aquaman                                        | 1.0M       | Ação     | 21 de dez de 2018  | Jason Momoa, Amber Heard, Nicole Kidman, entre outros.             |      |

Até Dezembro de 2022, as séries mais adicionadas no TV Time são:

### Programas mais populares
Até outubro de 2019, as séries mais adicionadas no TV TIME são:
Até fevereiro de 2021, as séries mais adicionadas no TV Time são:
| Posição  | Título                         | Seguidores | Emissora original | Status    | Temporadas | Atividade       | Ref.   |
| -------- | ------------------------------ | ---------- | ----------------- | --------- | ---------- | --------------- | ------ |
| 1 (=)    | Stranger Things                | 6.849.355  | Netflix           | No ar     | 5          | 2016 – presente | [ 8 ]  |
| 2 (=)    | Game of Thrones                | 5.703.804  | HBO               | Terminada | 8          | 2011 – 2019     | [ 9 ]  |
| 3 (=)    | The Walking Dead               | 5.169.047  | AMC               | Terminada | 10         | 2010 – 2022     | [ 10 ] |
| 4(=)     | 13 Reasons Why                 | 4.656.434  | Netflix           | Terminada | 3          | 2017 – 2020     | [ 11 ] |
| 5 (+1)   | Riverdale                      | 4.400.300  | The CW            | No ar     | 6          | 2017 – presente | [ 12 ] |
| 6 (-1)   | Money Heist                    | 4,045,348  | Netflix           | Terminada | 5          | 2017-2021       | [ 13 ] |
| 7 (+1)   | Grey's Anatomy                 | 3.978.869  | ABC               | No ar     | 19         | 2005 – presente | [ 14 ] |
| 8 (-1)   | The 100                        | 3.900.919  | The CW            | Terminada | 7          | 2014 – 2020     | [ 15 ] |
| 9 (+3)   | Lucifer                        | 3.865.706  | Netflix           | Terminada | 7          | 2016 – 2021     | [ 16 ] |
| 10 (+14) | Sex Education                  | 3.665.235  | Netflix           | No ar     | 2          | 2019 – presente | [ 17 ] |
| 11 (-1)  | The Flash (2014)               | 3.663.927  | The CW            | No ar     | 9          | 2014 – presente | [ 18 ] |
| 12 (-3)  | Orange Is the New Black        | 3.308.361  | Netflix           | Terminada | 7          | 2013 – 2019     | [ 19 ] |
| 13 (=)   | Black Mirror                   | 3.216.836  | Netflix           | Terminada | 5          | 2011 – 2019     | [ 20 ] |
| 14 (+13) | Elite                          | 3.177.391  | Netflix           | No ar     | 6          | 2018 – presente | [ 21 ] |
| 16 (-2)  | Breaking Bad                   | 3.048.676  | AMC               | Terminada | 5          | 2008 – 2013     | [ 22 ] |
| 17 (-3)  | Vikings                        | 3.027.004  | History           | Terminada | 6          | 2013 – 2021     | [ 23 ] |
| 18 (-6)  | Arrow                          | 3.000.848  | The CW            | Terminada | 8          | 2012 – 2020     | [ 24 ] |
| 19 (+10) | You                            | 2.981.665  | Netflix           | No ar     | 3          | 2018 – presente | [ 25 ] |
| 20 (+4)  | The Simpsons                   | 2.924.091  | FOX               | No ar     | 34         | 1989 – presente | [ 26 ] |
| 21 (=)   | The Big Bang Theory            | 2.911.105  | CBS               | Terminada | 12         | 2007 – 2019     | [ 27 ] |
| 22 (=)   | American Horror Story          | 2.870.801  | FX                | No ar     | 9          | 2011 – presente | [ 28 ] |
| 23 (-4)  | The Vampire Diaries            | 2.855.211  | The CW            | Terminada | 8          | 2009 – 2017     | [ 29 ] |
| 24 (-6)  | Sherlock                       | 2.836.698  | BBC               | Terminada | 4          | 2010 – 2017     | [ 30 ] |
| 25 (-5)  | Supernatural                   | 2.639.502  | The CW            | Terminada | 16         | 2005 – 2020     | [ 31 ] |
| 26 (-7)  | How to Get Away with Murder    | 2.607.905  | ABC               | Terminada | 6          | 2014 – 2020     | [ 32 ] |
| 27 (-5)  | Pretty Little Liars            | 2.603.955  | Freeform          | Terminada | 7          | 2010 – 2017     | [ 33 ] |
| 28 (-3)  | Prison Break                   | 2.520.561  | ABC               | Terminada | 5          | 2005 – 2017     | [ 34 ] |
| 29 (=)   | Friends                        | 2.494.439  | NBC               | Terminada | 10         | 1994 – 2004     | [ 35 ] |
| 30 (+12) | Peaky Blinders                 | 2.456.224  | BBC One           | No ar     | 5          | 2013 – presente | [ 36 ] |
| 31 (-4)  | Teen Wolf                      | 2.421.842  | MTV               | Terminada | 6          | 2011 – 2017     | [ 37 ] |
| 32 (+2)  | Rick and Morty                 | 2.405.040  | Adult Swim        | No ar     | 3          | 2013 – presente | [ 38 ] |
| 33 (+18) | The Umbrella Academy           | 2.395.501  | Netflix           | No ar     | 2          | 2019 – presente | [ 39 ] |
| 34 (+2)  | The Witcher                    | 2,349,876  | Netflix           | Terminada | 2          | 2019 - 2021     |        |
| 35 (-4)  | How I Met Your Mother          | 2.247.553  | CBS               | Terminada | 9          | 2005 – 2014     | [ 40 ] |
| 36 (-5)  | Once Upon a Time (2011)        | 2.137.074  | ABC               | Terminada | 7          | 2011 – 2018     | [ 41 ] |
| 37 (-4)  | Narcos                         | 2.102.721  | Netflix           | Terminada | 3          | 2015 – 2017     | [ 42 ] |
| 38 (+1)  | Suits                          | 2.031.716  | CBS               | Terminada | 9          | 2011 – 2019     | [ 43 ] |
| 39 (-6)  | Dark                           | 2.019.381  | Netflix           | Terminada | 3          | 2017 – 2020     | [ 44 ] |
| 40 (+2)  | The End of the F***ing World   | 2.017.870  | Channel 4         | Terminada | 2          | 2017 – 2020     | [ 45 ] |
| 41 (=)   | Westworld                      | 1.983.470  | HBO               | No ar     | 3          | 2016 – presente | [ 46 ] |
| 42 (-7)  | Mr. Robot                      | 1.973.238  | USA Network       | Terminada | 4          | 2015 – 2019     | [ 47 ] |
| 43 (-5)  | Marvel's Daredevil             | 1.967.708  | Netflix           | Terminada | 3          | 2015 – 2018     | [ 48 ] |
| 44 (-4)  | The Originals                  | 1,954,292  | The CW            | Terminada | 5          | 2013 – 2018     | [ 49 ] |
| 45 (+12) | Good Doctor                    | 1,953,539  | ABC               | No ar     | 6          | 2017 - Presente |        |
| 46 (=)   | Squid Game                     | 1,952,197  | Netflix           | No ar     | 1          | 2021 - Presente |        |
| 47 (-9)  | Supergirl                      | 1.938.769  | The CW            | No ar     | 5          | 2015 – presente | [ 50 ] |
| 48 (-3)  | Modern Family                  | 1.931.022  | ABC               | Terminada | 11         | 2009 – 2020     | [ 51 ] |
| 49 (-3)  | Sense8                         | 1.729.451  | Netflix           | Terminada | 2          | 2015 – 2018     | [ 52 ] |
| 50 (+12) | Brooklyn Nine-Nine             | 1,712,406  | NBC               | Terminada | 8          | 2013 - 2018     |        |
| 51 (-4)  | Shadowhunters                  | 1.681.989  | Freeform          | Terminada | 3          | 2016 – 2019     | [ 53 ] |
| 52 (-1)  | Gotham                         | 1.631.195  | FOX               | Terminada | 5          | 2014 – 2019     | [ 54 ] |
| 53       | Chilling Adventures of Sabrina | 1,551,527  | Netflix           | Terminada | 4          | 2018-2020       |        |
| 54       | Marvel's Jessica Jones         | 1.551.036  | Netflix           | Terminada | 3          | 2015 – 2019     | [ 55 ] |
| 55       | The Handamid's Tale            | 1,521,352  | Hulu              | No Ar     | 5          | 2017 - Presente |        |
| 56       | Dexter                         | 1,520,454  | Showtime          | Terminada | 8          | 2009-2017       |        |
| 57       | House of Cards (US)            | 1.485.200  | Showtime          | Terminada | 6          | 2013 – 2018     | [ 56 ] |
| 58       | New Girl                       | 1,436,916  | FOX               | Terminada | 7          | 2011 - 2018     |        |
| 59       | The Crown                      | 1,482,443  | Netflix           | No ar     | 5          | 2017 - presente |        |
| 60       | AGENTES DA SHIELD              | 1.412.436  | ABC               | Terminada | 7          | 2013 - 2020     |        |
| 61       | Fear the Walking Dead          | 1,384,875  | AMC               | No ar     | 7          | 2015 - presente |        |
| 62       | Atypical                       | 1.382.139  | Netflix           | Terminada | 4          | 2017 - 2022     |        |

() - comparação com a posição do ano anterior.

## Base de dados
O TV TIME usa o banco de dados do TheTVDB como fonte de informações para seus programas em sua biblioteca. Também, obtém descrições e estreia de datas de estreia deste site.